# Bolig
 Denne artikel bør gennemlæses af en person med fagkendskab for at sikre den faglige korrekthed.

En bolig er en hule eller bygning, hvori mennesker og dyr kan bo. Bolig indbefatter alle bygninger, der kan bruges til beboelse, fra grotter til slotte. Det skal dog være et fast sted, et telt er for eksempel ikke en bolig.
En fritidsbolig (incl. sommerbolig) er fx et sommerhus eller en feriebolig.
En bolig kan i dansk sammenhæng være en ejerbolig, en andelsbolig og en lejebolig, men det kan andre steder i verden for mange mennesker også være uformelle ejerformer, hvor strukturelle rammer savnes (f.eks. slumbebyggelser).

## Indretning
En bolig kan indrettes med boligindretningsartikler, brugskunst og interiør. En bolig er ikke kun en fysisk genstand. En bolig er også et sted, man kan føle sig hjemme. For at opnå hjemmefølelse skal en række forudsætninger være opfyldt. Blandt andet skal man have personlige ting i sin nærhed og mærke et fravær af stress.